# 血槽

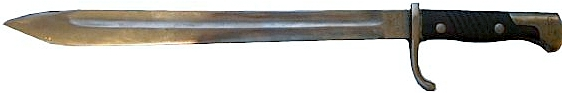
血槽

血槽（Blood Groove），又稱凹槽（Fuller）指位于剑脊或刀面，與刀背平行的一個或多個凹槽。

## 功用
减轻刀子重量
在早期使用锤打制製刀时代，於刀面打上血槽可减少製刀所须之材料，因当打上血槽时刀面便会变宽，与没血槽的形式相比节省更多的材料，且减轻重量。现代的製刀是从钢板上挖除以制成血槽，虽未能减少材料，但减轻重量的功能相同。一把经适当热处理且有血槽之长刀剑，比没有血槽者轻上20-35 %。
調整刀劍重心
藉由不同的開槽長度、寬度和位置，刀劍設計者可以使刀劍的重心落在舒適或符合設計需求的區域。這對長刀劍的操作性至關重要。
減少鋼材的同時維持刀子强度
在刀身上打上血槽使得刀子不只拥有一个刀脊(Spine)，从纵切面来看，血槽形成有如铁轨般的工字形结构，此一构造在24英吋以上的刀剑而言是非常重要的强化结构。
需注意的是，所謂的強化結構是指：凹槽可以使相同尺寸的刀劍有較輕的重量，而強度只有少許減損。有凹槽的刀劍強度並不會比無凹槽的刀劍更高。
凹槽減輕重量且強度不致減損太多的特性，是一些大尺寸刀劍設計具有實用性的重要條件。
保持刀鋒鋒利
如果是成對的刀與鞘，鞘的內壁會有一（或多）條突出的線，與刀身上的凹槽相合，可以將刀身懸固起來，避免拔刀收刀時，刀鋒摩擦刀鞘內壁而導致刀刃損壞。

## 誤解
一般人的理解，刀上的血槽是为了放血而留，指由於刀剑刺入人体或猎物体内后，拔刀时会由于血液的黏度和张力在刀的接触面产生负压，或因為被肌肉收缩而夹住刀刃，形成一种真空状态，使刀不易拔出来，开了血槽则血便会从此流出体外，可以让外部空气进入，從而破坏此一真空状态，减少负压的产生，便于拔刀。
然而问题是──从未有证据显示此一真空状态会发生，许多猎人及屠夫表示，不论使用有或无血槽的刀子，在拔出动物身体时，其难易程度并无差别，且社会新闻顯示，那些手持细薄且无血槽设计水果刀的杀人犯并不会在刺入被害者一刀后便因刀子被吸住，而无法继续杀害被害人。從多种證據看來──不管有沒有血槽，只要刺得進，就拔得出來。
因為血槽不具让血流出之功能，所以现在美国已将其改名为凹槽（Fuller）。
既然血槽无所谓破坏真空状态的作用，于是有人便说血槽只是纯粹装饰用。這得看刀子的體積，如果刀长在24"以下，那么血槽可能只是装饰用，如果超过，那么血槽則是不可或缺的强化机制。